# امتحان القبول المشترك - الرئيسي
امتحان القبول المشترك - الرئيسي (JEE-Main) سابقاً امتحان القبول الهندسي للهند عامةً (AIEEE)، هو امتحان تنظمه الوكالة الوطنية للاختبار (NTA) في الهند. وقد بدأ هذا الاختبار التنافسي على المستوى الوطني في عام 2002 واعيد تسميته في نيسان 2013. ويعقد الامتحان للقبول في مختلف دورات الهندسة والهندسة المعمارية في المعاهد التي تقبل درجة JEE-Main، ولا سيما المعاهد الوطنية للتكنولوجيا (NITs), المعاهد الهندية لتكنولوجيا المعلومات (IIITs) والمعاهد التقنية الممولة من الحكومة (GFTIs).
كان المجلس المركزي للتعليم الثانوي (CBSE) يعقد امتحان JEE-Main حتى عام 2018 في الاسبوع الأول من نيسان ورقياً والكترونياً. ويتبع الNTA هذا الاجراء مرتين في السنة وعلى الإنترنت فقط.

## البناء
يتكون الامتحان من ورقتين: الورقة الأولى لدورات البكالوريوس/ التكنولوجيا B.E/ BTech والورقة الثانية لدورات بكالوريوس هندسة معمارية BArch والتخطيط. ويمكن للمرشح اختيار أي من الاوراق أو كليهما. الورق 1 إلزامي اختبار يستند إلى الكمبيوتر (يسمى الوضع عبر الإنترنت) من عام 2019. حتى عام 2018، كان هناك خيار بين الوضع القائم على OMR والكمبيوتر. وأجري الفحص في وضع القلم والورق غير المتصلة بالإنترنت حتى عام 2010. في عام 2011، وبناء على أوامر من وزارة تنمية الموارد البشرية، أجرت CBSE ورقة 1 في وضع اختبار الكمبيوتر القائم على أول واحد lakh المرشحين الذين اختاروا لنفسه، في حين أن الطلاب المتبقية أخذ الامتحان في وضع القلم والورق التقليدية. ويقتصر عدد المحاولات التي يمكن للمرشح الاستفادة منها في الامتحان على ثلاث محاولات في السنوات المتعاقبة. اعتبارًا من عام 2018، يتأهل أفضل 224,000 من مُرتبة JEE (الرئيسي) للاستفادة من المستوى الثاني والأخير من الامتحان: JEE (متقدم).
اعلنت وزارة تنمية الموارد البشرية في 2010 عن خطط لاستبدال JEE بحلول 2013 بامتحان قبول مشترك لجميع كليات الهندسة الحكومية المسمى اختبار الأهلية لهندسة العلوم الهندية. وبناءاً على ذلك، تقترح إدارة الموارد البشرية إنشاء دائرة وطنية للاختبارات، ستكون وكالة مستقلة ذاتيا وذاتية الاستدامة لإجراء هذا الاختبار المشترك الجديد.

### اللغات
يتوفر الامتحان باللغات الإنجليزية، والهندية، والجوراتية. وبحلول كانون الثاني 2021 سيتوفر في إحدى عشرة لغة; الاسامية، والبنغالية، والإنجليزية، والجوراتية، والهندية، والكاندا، والمراثية، والاوديا، والتاميلية، والاردية، والتيلغو.

## نوع الامتحان
- B.E/ B.Tech. (الورقة 1) الفيزياء، والكيمياء، والرياضيات.
سيتم إجراء الجزء 1,2,3 على التوالي بوضع الاختبار الإلكتروني فقط.
- B. Arch (الورقة 2) الرياضيات اختبار الكفاءة، الجزء 1 و 2 على التوالي سيعقد في الكتروني فقط. أثناء اختبار الرسم أو الجزء 3 سيكون في وضع دون استخدام ورقة الرسم.
- B. Planning (الورقة 3)، الرياضيات، امتحان الكفاءة واسئلة قائمة على التخطيط، سيعقد الجزء 1,2,3, على التوالي بوضع الاختبار الإلكتروني فقط.

## المعاهد المشاركة
شملت المعاهد المشاركة في عملية تخصيص المقاعد المركزية لعام 2017 ما يلي:
- المعاهد الوطنية الـ 31 للتكنولوجيا.
- المعاهد الهندية الـ 24 لتكنولوجيا المعلومات.
- 19 حكومة مركزية أخرى أو حكومة ولاية تمول المؤسسات بما في ذلك ثلاث مدارس التخطيط والعمارة.
- عدة معاهد ذاتية التمويل (خلال الجولة الفورية).
- واستخدمت العديد من المعاهد الأخرى صفوف JEE (الرئيسية) لملء المقاعد من خلال عمليات تخصيص المقاعد الخاصة بها.

## عدد المتقدمين حسب السنة
وقد تباينت أعداد المتقدمين الذين اِتِمّوا في "JEE Main'' على مر السنين، حيث بلغ ذروتها في عام 2014، حيث بلغ عددهم أكثر من 1.35 مليون في عام 2014.

## الاستشارة
وفي وقت سابق، أُجريت المشورة لصالح "JEE Main" من خلال اللجنة المتخصصة في الخدمات العامة، ولكن المسؤولين أجروا الآن تغييرات في إجراء المشورة. ويبرم مجلس الطعون المشترك (مجلس القبول المشترك)، الذي يمثل المجلس المركزي لتوزيع المقاعد، اتفاقات نيابة عن المعاهد الوطنية للشغل وغيرها من المؤسسات، وقد اتحد الآن لإجراء المشورة (المشورة المشتركة) للامتحانين في امتحاني JEE. تم التوقيع على مذكرة نفس المذكرة في 2 ايار 2015. وسيعرف هذان الاثنان معاً باسم هيئة تخصيص المقاعد المشتركة (JoSAA).
لا تغييرات في JEE الرئيسية 2017 باستثناء أن علامات المجلس لن ينظر للتطبيع وترتيب جميع الهند (AIR) سوف تستند بدقة على نقاط JEE. وفقا للتغييرات الرسمية التي أدخلت على معايير الأهلية من JEE المتقدمة، لن يهم 12th علامات للظهور في الامتحان.

## حادثة 2011
وفي عام 2011، أرجأت CBSE الفحص بعد ساعات قليلة من تسريب أوراق الأسئلة في ولاية أوتار براديش في الليلة السابقة. وفي الوقت نفسه، أُرسلت مجموعة بديلة من ورقات الأسئلة إلى مراكز الامتحانات. أعلنت CBSE التأجيل، قبل 30 دقيقة من الموعد المحدد لبدء الامتحان.